# أميمة بنت عميلة
أميمة بنت عميلة، زوجة العوام بن خويلد. شاعرة من شواعر بني عبد الدار.